# Vale, Oregon
Vale är administrativ huvudort i Malheur County i Oregon. Enligt 2010 års folkräkning hade Vale 1 874 invånare.